# Велике князівство Литовське (1812)
Велике князівство Литовське — держава, що була створена 1812 року, після визволення території Литви та Білорусі від Російської імперії військами Наполеона І, під час його наступу на Москву.

## Історія
1791 р. на сеймі Речі Посполитої при прийнятті нової конституції була скасована автономія Великого князівства Литовського, яке входило до складу цієї федерального держави на правах автономії.
1795 р. після багаторічної боротьби Річ Посполита була розділена в третій раз між Російською імперією, Австрією і Пруссією. У грудні 1795 Катерина II видала маніфест про ліквідацію ВКЛ і приєднання його до Росії. А в 1797 р. Росія, Пруссія і Австрія підписали конвенцію про остаточний поділ Речі Посполитої і скасування Польського королівства.
1807 р. імператор Франції Наполеон Бонапарт визволив частину польських земель і на цих територіях створив Велике князівство Варшавське. Головою держави Наполеон призначив свого союзника саксонського короля Фрідріха Августа. На противагу цьому російський імператор Олександр I в квітні 1811 р. доручив сенаторові М. К. Огінському підготувати проєкт відтворення Великого князівства Литовського у складі Російської імперії.
У травні 1811 р. М. Огінський підготував проєкт про відтворення ВКЛ. Згідно з проєктом до ВКЛ мали входити Гродненська, Віленська, Мінська, Вітебська, Могилевська, Київська, Подільська, Волинська губернії, Білостоцька область і Тернопільський округ з центром у Вільно. Князівство мало управлятись Адміністративною радою під головуванням намісника. Проєкт відтворення ВКЛ викликав протест у частини російських політиків, одним з елементів цього протесту стала «Записка про давню і нову Росію», підготовлена істориком Н. М. Карамзіним. Проєкт не було реалізовано.
24 червня 1812 року війська Наполеона перейшли кордон Російської імперії.
Французькі війська 28 червня 1812 р. вступили до Вільно. Першим у місто під біло-червоно-білим прапором увійшов уланський полк князя Домініка Радзивілла. В Армію Наполеона побажали записатися майже всі студенти Віленського університету.
У Мінському маршала Даву зустріли з радістю. У Могильові Наполеону приніс присягу православний єпископ Варлаам. У Вітебську Наполеону ключі від міста піднесла шляхетська делегація, очолювана відставним армійським бригадиром і колишнім єкатерининським фаворитом графом Храповицьким.
У Вільно 1 липня 1812 р. Наполеон підписав декрет про відновлення Великого князівства Литовського в межах Мінської, Віленської, Гродненської губерній і Білостоцького округу. За декретом була створено Тимчасовий уряд ВКЛ, що складався з семи комітетів: харчування і магазинів, поліції, фінансів, військовий, судовий, внутрішніх справ, народної освіти і релігії.
Комітети очолили: С. Солтан, Ґ. Ромуальд І. Раковський, А. Сапега, Я. Снядецкий.
Поляки чекали 1812 р., що Князівство Варшавське отримає статус королівства і протягом Наполеонівської компанії в Росії, приєднає до себе визволені території Великого князівства Литовського. Проте Наполеон не хотів приймати такого рішення.
У цей період часу найзавзятіша польська шляхта ВКЛ спробувала об'єднається з поляками шляхом утворення конфедерацій в Мінську і Вільно. Наполеон 19 липня 1812 р заборонив діяльність подібних конфедерацій.
Наполеон планував створити на території колишнього Великого князівства Литовського два генерал-губернаторства: «Литовське генерал-губернаторство» і «Білоруське генерал-губернаторство».
Після поразки Наполеона у війні та повторної окупації території Литви, Білорусі та Польщі російськими військами Велике князівство Литовське припинило своє існування.